# Heřmanov (kraj Wysoczyna)
Heřmanov – miejscowość i gmina (obec) w Czechach, w kraju Wysoczyna, w powiecie Zdziar nad Sazawą. W 2022 roku liczyła 214 mieszkańców.